# Maico Maicoletta
Il Maicoletta era uno scooter prodotto dalla casa motociclistica tedesca Maico dal 1955 al 1966. Il Maicoletta era uno degli scooter più grandi e costosi della sua epoca. In Gran Bretagna questo veicolo era tenuto in alta considerazione, tanto che quando la Maico smise di produrlo l'importatore britannico ne costruì alcuni esemplari utilizzando i pezzi di ricambio.

## Sviluppo
Il Maicoletta venne introdotto nel 1955 per competere sul mercato degli scooter tedesco dell'epoca. Nella sua realizzazione erano state usate diverse componenti già impiegate su altre moto di produzione Maico. In particolare furono utilizzato motori, trasmissione e forcelle già utilizzate per altri modelli. Le ruote dal diametro di 14 pollici, il faro e l'indicatore della marcia inserita provenivano dalla Maico Mobil.
Sul mercato britannico il Maicoletta si guadagnò la reputazione di essere uno degli scooter più potenti, pesanti, costosi e di elevata qualità costruttiva e che permetteva di percorrere comodamente lunghe distanze. Le riviste Motor Cycle e Scooter Weekly rimarcarono la potenza e la progressività dell'azione dei freni. La fama di questo scooter in Gran Bretagna era così elevata che quando la Maico nel 1966 interruppe la sua produzione l'importatore britannico realizzò altri esemplari, fino alla fine del 1967, partendo dai ricambi che aveva in magazzino.

## Caratteristiche tecniche
Il Maicoletta aveva un telaio tubolare in acciaio mentre la carrozzeria era realizzata con pannelli dello stesso materiale. La sospensione anteriore era una forcella idraulica mentre la sospensione posteriore era un forcellone con ammortizzatori idraulici e molle. Era presente anche un ammortizzatore di sterzo. Le ruote avevano un diametro di 14 pollici e una larghezza tra i 3,25 ed i 3,5 pollici. I freni erano a tamburo sia all'anteriore, con un diametro di 6,5 pollici, che sulla ruota posteriore dove aveva un diametro che variava tra i 5 e i 6 pollici.
Il motore di questo scooter era un motore monocilindrico a due tempi con raffreddamento ad aria forzata tramite una ventola. Era disponibile nelle cilindrate di 174 cm³, 247 cc, o a partire dal 1957 e solo a richiesta, di 277 cc. Il motore era montato all'interno della carrozzeria e trasmetteva il movimento alla ruota per mezzo di una catena sigillata. Il cambio aveva quattro marce controllate da una pedivella punta-tacco.
Il sistema di avviamento, che era elettrico  a 6 V prodotto dalla Bosch, aveva la particolarità di far muovere, e non ruotare, l'albero motore avanti e indietro prima che il motore si avviasse. Questo sistema a pendolo utilizzava le molle montate sull'albero del generatore per far muovere avanti e indietro l'albero motore controllandolo per mezzo di camme montate sull'albero a gomiti. Queste camme, alla fine di ogni movimento, chiudevano il circuito dello starter e agivano sull'invertitore montato nella scatola di controllo che a sua volta faceva cambiare la direzione del movimento dell'albero. Alla fine si aveva la sensazione che l'abero rimbalzasse contro l'aria che veniva compressa nel cilindro.
Un sistema separato di accensione faceva scoccare la scintilla solo quando il pistone si muoveva in avanti e dopo che il motore si era acceso si passava al funzionamento del motore tramite il sistema di accensione normale. Il vantaggio di questo sistema di avviamento era costituito dal fatto che in questo modo il cilindro non doveva essere forzato a superare la compressione del motore e quindi richiedeva di impiegare meno potenza al sistema elettrico a 6V. Lo svantaggio era costituito dall'elevato numero di contatti che era necessario montare e dalla loro manutenzione e regolazione. Il Maicoletta non aveva la pedivella di avviamento.

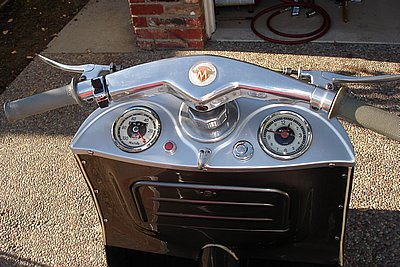
Il cruscotto del Maicoletta del 1957

Questo scooter era conosciuto per essere un veicolo spazioso e comodo oltre che dotato di una sella a due posti grande e confortevole che permetteva sia al conducente che la passeggero la possibilità di muoversi e quindi di diminuire la fatica del viaggio. Il cruscotto del Maicoletta era composto dal tachimetro, che inglobava l'indicatore della marcia inserita, e da un orologio. La meccanica dello scooter era coperta dalla carrozzeria che poteva essere rimossa allentando un solo bullone e scollegando i cavi del faro posteriore. Per accedere al tappo del serbatoio e al cappuccio della candela bastava sollevare la sella. Rimuovendo il pannello di sinistra si arrivava al carburatore. Un punto negativo dello scooter era costituito dalla difficoltà di sollevarlo sul cavalletto centrale. Per i conducenti di corporatura più minuta poteva risultare difficile parcheggiare questo veicolo. Inoltre la leva dell'avviamento a freddo era sistemata sotto il vano dei guanti e risultava poco visibile.